# Locura de amor
Locura de amor és una pel·lícula espanyola del 1948 dirigida per Juan de Orduña.

## Argument
Drama romàntic que narra la gelosia de Joana la Boja (Aurora Bautista), filla dels Reis Catòlics, i esposa del príncep Felip el Bell (Fernando Rey), que va morir prematurament deixant desolada Joana.

## Comentaris
- La pel·lícula està basada en el drama del mateix títol escrit en 1885 per Manuel Tamayo y Baus.
- En 2001 Vicente Aranda va reprendre l'argument per a la seva pel·lícula Juana la Loca.
- El repartiment d'actors i actrius és immens; es creu que hi van treballar gairebé tots els actors dramàtics dedicats al cinema per aquests anys, que hi van fer de figurants.

## Repartiment
- Aurora Bautista: Donya Joana
- Fernando Rey: Felip el Bell
- Sara Montiel: Aldara
- Jorge Mistral: Capità Don Alvar
- Jesús Tordesillas: Filiberto de Vere
- Ricardo Acero: Don Carlos
- Félix Fernández: Taverner
- Juan Espantaleón: Almirall

## Premis i nominacions
- Dos premis del cercle d'escriptors cinematogràfics: millor pel·lícula i millor actriu (Aurora Bautista).
- Dos premis del sindicat nacional de l'espectacle: millor pel·lícula i millor actriu (Bautista).[1]